# Melanocharacidium melanopteron
Melanocharacidium melanopteron és una espècie de peix d'aigua dolça de la família dels crenúquids i de l'ordre dels caraciformes.
Els adults poden assolir 7,2 cm de llargària total. Viu en zones de clima tropical. Es troba a la conca del riu Orinoco a Veneçuela (Sud-amèrica).